# Drop shadow

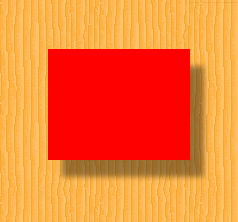
Un rectangle vermell que projecta una ombra sobre un fons semblant a la fusta.

En el disseny gràfic, una drop shadow (ombra caiguda) és un efecte visual que consisteix en un element de dibuix que imita l'ombra d'un objecte, donant la impressió que l'objecte sobresurt per sobre dels objectes que hi ha al darrere. El desplegament sovint s'utilitza per a elements d'una interfície gràfica d'usuari, com ara finestres o menús, i per a text simple. L'etiqueta de text per a les icones dels escriptoris de molts entorns d'escriptori té una ombra, ja que aquest efecte distingeix amb eficàcia el text de qualsevol fons de color que pugui estar al davant.
Una manera senzilla de dibuixar una ombra d'un objecte rectangular és dibuixar una zona grisa o negra per sota i desplaçar-se cap a l'objecte. En general, una ombra és una còpia en negre o gris de l'objecte, dibuixada en una posició lleugerament diferent.

## Augment del realisme
El realisme es pot augmentar entre altres maneres:
- Enfosquint els colors dels píxels on cau l'ombra en lloc de fer-los grisos. Això es pot fer amb una combinació alpha de l'ombra amb l'àrea on es fa servir.
- Suavitzant les vores de l'ombra. Això es pot fer afegint un desenfocament de Gauss al canal alfa de l'ombra abans de barrejar-lo..